# Chiesa evangelica luterana (Bochum)

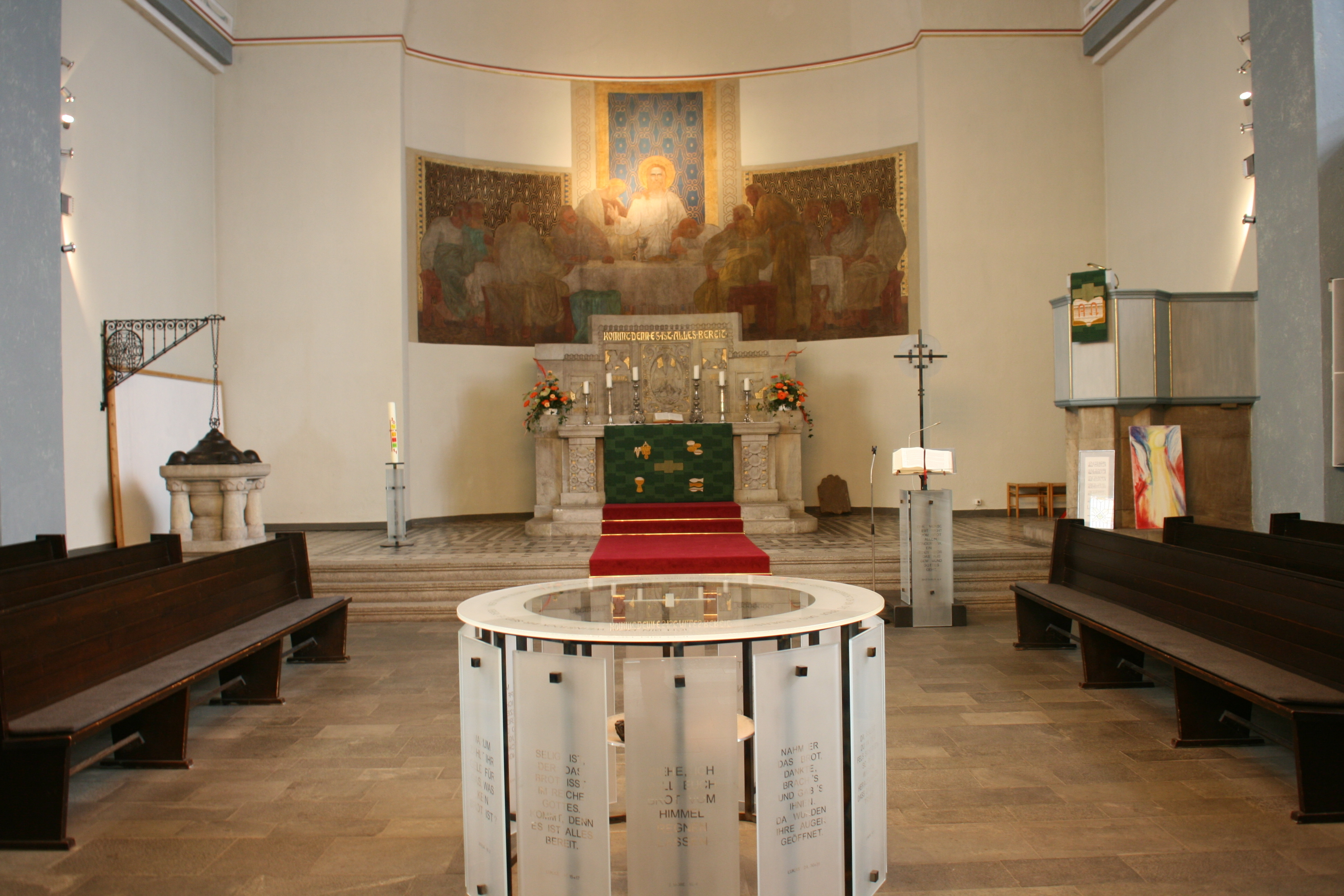
L'interno

La chiesa evangelica luterana (in tedesco: Lutherkirche) è il principale luogo di culto luterano della città di Bochum, in Germania.

## Storia
La costruzione della chiesa evangelica luterana di Bochum è iniziata nel 1911 ed è terminata un anno dopo, nel 1912; nel medesimo anno, la chiesa è stata ufficialmente inaugurata ed aperta al culto.
Durante la seconda guerra mondiale la chiesa ha subito ingenti danni alle strutture: a causa di un incendio, furono distrutti i tetti e le volte. La ricostruzione terminò nel 1948, e nello stesso anno la chiesa venne riaperta. Un'ulteriore opera di restauro è stata condotta nel 2006.

## Descrizione
La chiesa evangelica luterana sorge poco lontana dal centro di Bochum, nella Klinikstrasse.
L'edificio, esempio di Art Nouveau, è caratterizzato, all'esterno, dal paramento murario, con blocchi di pietra grigia. La facciata principale, poi, presenta, fra i due portali d'ingresso, ognuno dei quali avente un piccolo protiro, un portico chiuso con vetrate. In alto, vi è un piccolo rosone circolare. Alla sinistra della facciata, si innalza la torre campanaria, con orologio e cella campanaria con tre aperture per lato.
L'interno della chiesa è croce greca, con abside semicircolare in fondo al braccio della navata. All'incrocio fra la navata e il transetto, vi è il moderno fonte battesimale. Appoggiato alla parete di fondo, invece, si trova l'altare marmoreo, con ricca decorazione scultorea. Sopra di esso, un affresco che rappresenta l'Ultima cena. Ai lati dell'altare, vi sono il vecchio fonte battesimale (a sinistra) e l'ambone, affiancato dal pulpito (a destra).
Al centro della cantoria in controfacciata, vi è l'organo a canne, costruito nel 1954 dall'organaro Bernhard Koch. Lo strumento, a trasmissione pneumatica, ha due tastiere di 56 note ciascuna ed una pedaliera di 30. Dispone di 20 registri.